# Джонсон (округ, Арканзас)
Джо́нсон (англ. Johnson County) — округ, расположенный в штате Арканзас, США с населением в 22 781 человек по статистическим данным переписи 2000 года. Столица округа находится в городе Кларксвилл.
Округ Джонсон был образован 16 ноября 1833 года, став 30-м по счёту округом Арканзаса и получил своё название в честь судьи Территории Арканзас Бена Джонсона.
В округе действует запрет на оборот алкогольной продукции, поэтому округ Джонсон входит в список так называемых «сухих» округов страны.

## География
По данным Бюро переписи населения США округ Джонсон имеет общую площадь в 1769 квадратных километров, из которых 1715 кв. километров занимает земля и 54 кв. километров — вода. Площадь водных ресурсов округа составляет 3,01 % от всей его площади.

### Соседние округа
- Ньютон — север
- Поп — восток
- Логан — юг
- Франклин — запад
- Мадисон — северо-запад

## Демография

Диаграмма распределения населения округа по возрастным диапазонам. Данные переписи населения 2000 года

По данным переписи населения 2000 года в округе Джонсон проживало 22 781 человек, 6 238 семей, насчитывалось 8 738 домашних хозяйств и 9 926 жилых домов. Средняя плотность населения составляла 13 человек на один квадратный километр. Расовый состав округа по данным переписи распределился следующим образом: 93,69 % белых, 1,37 % чёрных или афроамериканцев, 0,62 % коренных американцев, 0,25 % азиатов, 0,01 % выходцев с тихоокеанских островов, 1,43 % смешанных рас, 2,62 % — других народностей. Испано- и латиноамериканцы составили 6,70 % от всех жителей округа.
Из 8 738 домашних хозяйств в 32,40 % — воспитывали детей в возрасте до 18 лет, 58,10 % представляли собой совместно проживающие супружеские пары, в 9,50 % семей женщины проживали без мужей, 28,60 % не имели семей. 24,60 % от общего числа семей на момент переписи жили самостоятельно, при этом 11,60 % составили одинокие пожилые люди в возрасте 65 лет и старше. Средний размер домашнего хозяйства составил 2,54 человек, а средний размер семьи — 3,01 человек.
Население округа по возрастному диапазону по данным переписи 2000 года распределилось следующим образом: 25,20 % — жители младше 18 лет, 9,70 % — между 18 и 24 годами, 27,60 % — от 25 до 44 лет, 22,70 % — от 45 до 64 лет и 14,80 % — в возрасте 65 лет и старше. Средний возраст жителей округа составил 36 лет. На каждые 100 женщин в округе приходилось 99,00 мужчин, при этом на каждых сто женщин 18 лет и старше приходилось 95,40 мужчин также старше 18 лет.
Средний доход на одно домашнее хозяйство в округе составил 27 910 долларов США, а средний доход на одну семью в округе — 33 630 долларов. При этом мужчины имели средний доход в 25 779 долларов США в год против 19 924 долларов США среднегодового дохода у женщин. Доход на душу населения в округе составил 15 097 долларов США в год. 12,90 % от всего числа семей в округе и 16,40 % от всей численности населения находилось на момент переписи населения за чертой бедности, при этом 19,60 % из них были моложе 18 лет и 15,30 % — в возрасте 65 лет и старше.

## Главные автодороги
- I-40
- US 64
- AR 21
- AR 103
- AR 123

## Населённые пункты

### Города и посёлки
- Кларксвилл
- Кол-Хилл
- Ламар
- Ноксвилл
- Хартман

### Невключённые территории
- Питсберг
- Поселение Джиллиан
- Хайкитаун